# 161230 Martinbacháček
161230 Martinbacháček è un asteroide della fascia principale. Scoperto nel 2002, presenta un'orbita caratterizzata da un semiasse maggiore pari a 2,4035020 au e da un'eccentricità di 0,2412922, inclinata di 3,05725° rispetto all'eclittica.